# Университет Арктики
Университет Арктики (англ. The University of the Arctic, UArctic) — международный проект, объединяющий в единую сеть университеты, колледжи, научно-исследовательские институты и другие организации, работающие в сферах высшего образования и исследовательской деятельности в Арктическом регионе. Создан в 2001 году решением Арктического совета.

## История
Университет Арктики был создан по инициативе Арктического совета и постоянно присутствует на всех заседаниях Совета. Первое заседание Совета Арктического университета состоялось в Рованиеми в июне 2001 года. На момент основания в Университете Арктики было национальных 30 университетов, а в 2023 году в него входило уже 185 университетов, политехнических и исследовательских институтов. Целью университета является, среди прочего, обеспечение обучения, обмен исследователями, студентами и преподавателями, а также получение более подробной информации о последствиях изменения климата в северных регионах. В рамках взаимодействия организациями высшего образования в Арктическом университете совместно разработали тренинг по арктической медицине, и в будущем учебные курсы будут включать, например, специализированные курсы по арктическому туризму и праву. За административное управление и координацию Арктического университета отвечает  Университет Лапландии.

## Руководство
- Президент — Ларс Куллеруд GRID-Arendal
- Вице-президент по вопросам финансирования, развития и взаимодействия — Шила Даунер (Mемориальный университет Ньюфаундленда)
- Вице-президент по межрегиональному сотрудничеству — Марина Калинина (Северный (Арктический) федеральный университет)
- Вице-президент по мобильности — Пол Маркуссон (Арктический университет Норвегии UiT)
- Вице-президент по академическому развитию — Майкл Кастеллини (Университет Аляски в Фэйрбенксе)
- Вице-президент по вопросам организации — Оути Снеллман (Университет Лапландии)
- Вице-президент по исследовательской деятельности — Арья Раутио (Университет Оулу)

## Финансирование
Организации-члены предоставляют ресурсы для Университета Арктики. Некоторые страны с участвующими организациями, включая Канаду, Финляндию и Норвегию, предоставляют средства для университета и его различных программ, хотя федеральное правительство Канады решило в 2011 году сократить его финансирование на 75 процентов. Небольшой членский взнос также взимается с членских организаций.

## Университет Арктики в России
На территории России действуют два офиса Университета Арктики: Исследовательский офис в Архангельске (на базе САФУ) и Российский информационный центр  в Якутске (на базе СВФУ).

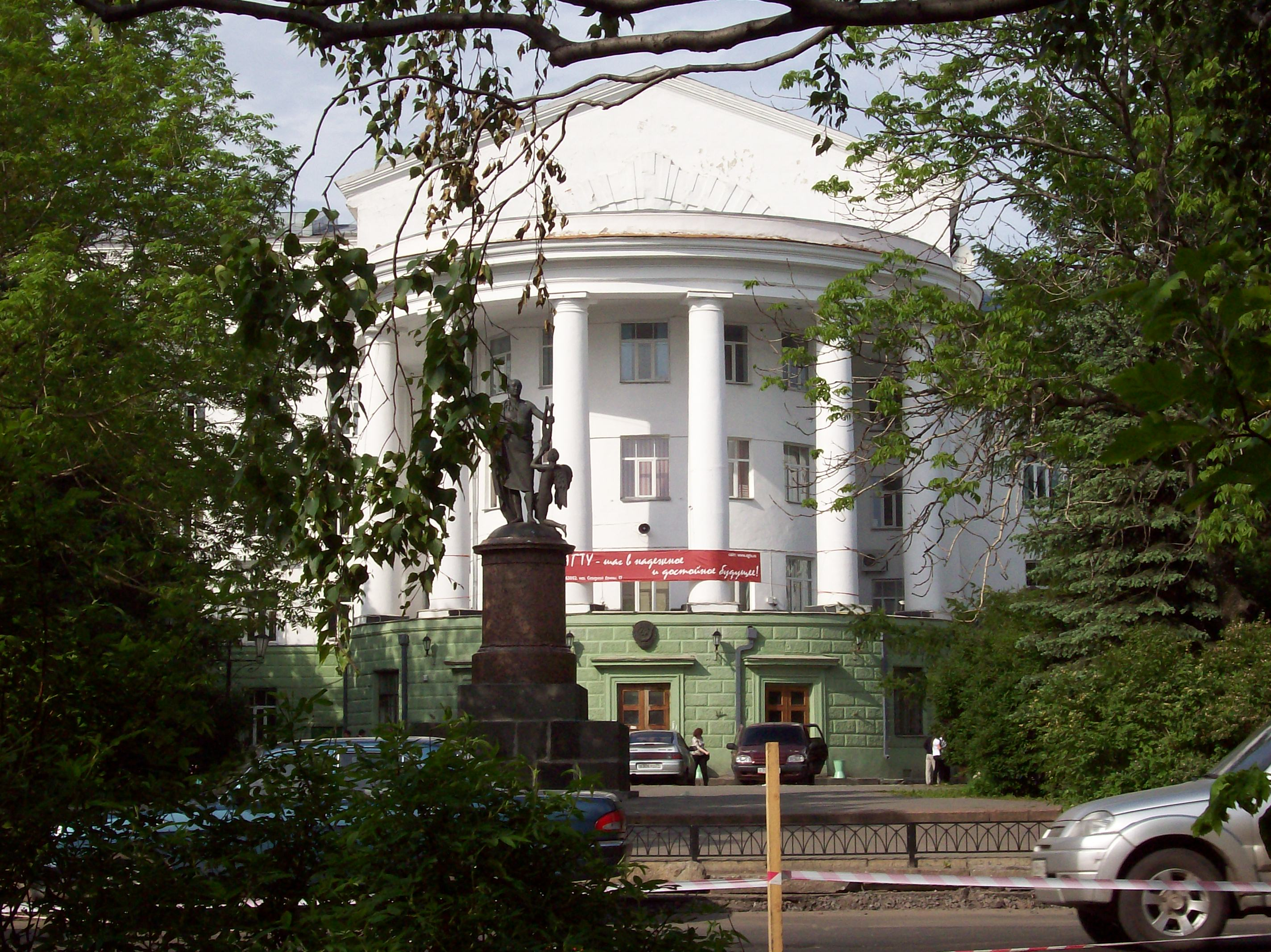
Архангельский университет

Исследовательский офис университета в Архангельске способствует развитию сотрудничества между российскими и зарубежными членами Университета Арктики. Он размещает информацию о совместных проектах и мероприятиях, которые проводятся на базе российских вузов, а также о возможностях грантовой поддержки в области науки и образования. Кроме этого в функции офиса относится содействие Международному Секретариату в вопросе сбора членских взносов.
Российский информационный центр в Якутске отвечает за наполнение русскоязычной версии сайта Университета Арктики актуальной информацией, а также обеспечивает связь между членами Университета Арктики, которые расположены в Сибири и на Дальнем Востоке России.
После начала войны в Украине, сотрудничество с Россией прервалось до тех пор, когда геополитическая ситуация позволит возобновить арктические отношения.
- Арктический государственный агротехнологический университет
- Арктический государственный институт искусств и культуры
- Арктический колледж народов Севера
- Арктический научный центр Ямало-Ненецкого автономного округа
- Ассоциация коренных малочисленных народов Севера, Сибири и Дальнего Востока Российской Федерации
- Балтийский государственный технический университет
- Баргузинский государственный природный биосферный заповедник и Забайкальский национальный парк
- Бурятская государственная сельскохозяйственная академия
- Бурятский государственный университет
- Восточно-Сибирский институт экономики и менеджмента
- Российский государственный педагогический университет имени А. И. Герцена
- Дальневосточный государственный университет транспорта
- Дальневосточный федеральный университет
- Европейский университет в Санкт-Петербурге
- Институт гуманитарных исследований и проблем малочисленных народов Севера СО РАН
- Карельский научный центр РАН
- Колледж Таймыра
- Лузинский экономический институт — Кольский научный центр РАН
- Многопрофильный колледж Ямала
- Мурманский Арктический Государственный Университет
- Мурманский государственный технический университет
- Научно-исследовательский институт национальных школ Республики Саха (Якутия)
- Национальный исследовательский Томский государственный университет
- Ненецкий Аграрный Экономический Технический Университет
- Нижневартовский государственный университет
- Норильский государственный индустриальный институт
- Петрозаводский государственный университет
- Псковский государственный университет
- Коми республиканская академия государственной службы и управления
- Российский государственный гидрометеорологический университет
- Санкт-Петербургский государственный университет
- Северный (Арктический) федеральный университет
- Северный государственный медицинский университет
- Северный национальный колледж
- Северо-Восточный федеральный университет
- Сибирский федеральный университет
- Социальный гуманитарный колледж Нарьян-Мар
- Сургутский государственный педагогический университет
- Сургутский государственный университет
- Сыктывкарский государственный университет
- Сыктывкарский лесной институт
- Тюменский государственный университет
- Тюменский индустриальный университет
- Уральский федеральный университет
- Ухтинский государственный технический университет
- Центр поддержки коренных народов Севера / Российский учебный центр коренных народов
- Центр управления проектами
- Чурапчинский государственный институт физического воспитания и спорта
- Южный государственный университет
- Ямальский полярный агротехнический техникум